# Aqsu (Pawlodar)
Aqsu (kasachisch Ақсу – „Strom“; russisch Аксу Aksu) ist eine Stadt im Osten Kasachstans im Gebiet Pawlodar.
Sie hat etwa 40.000 Einwohner. Der Name Aksu wird von Turkvölkern für mehrere Flüsse im Verbreitungsgebiet verwendet, zu denen auch die Kasachen zählen. Auf Chinesisch lautet sein Name Akesu Shi, für die gleichnamige Stadt Aksu im Uigurischen Autonomen Gebiet Xinjiang der Volksrepublik China, durch welche der Fluss Tarim fließt.

## Geografische Lage
Aqsu liegt im Gebiet Pawlodar etwa 50 km südlich der Gebietshauptstadt Pawlodar am linken Ufer des Flusses Irtysch.

## Bevölkerung
Die Stadt hat 40.766 (2020) Einwohner.
| Einwohnerentwicklung | Einwohnerentwicklung | Einwohnerentwicklung | Einwohnerentwicklung | Einwohnerentwicklung | Einwohnerentwicklung |
| 1959                 | 1970                 | 1979                 | 1989                 | 1999                 | 2009                 |
| -------------------- | -------------------- | -------------------- | -------------------- | -------------------- | -------------------- |
| 4.159                | 28.133               | 41.572               | 47.067               | 42.264               | 41.677               |

## Geschichte
Die Stadt wurde 1897 als Siedlung Glinka (Глинка) gegründet. 1913 wurde der Ort in Jermak (Ермак) umbenannt und bekam 1961 die Stadtrechte verliehen. Seit 1993 trägt die Stadt den heutigen Namen.

## Wirtschaft
Die Wirtschaft der Stadt ist eng mit dem Steinkohlevorkommen in der Umgebung von Ekibastus verbunden. In Aqsu befindet sich eines der Werke des Bergbauunternehmens Kazchrome.

## Verkehr
In Aqsu gibt es einen Bahnhof, der sich bis 2001 als Endstation einer Abzweigung von der Astana-Pawlodar-Strecke diente. Im Juni 2001 wurde diese Abzweigung bis zur Eisenbahnstation Dagelen in der Nähe von Kurtschatow verlängert. Somit wurde das nordkasachische Streckennetz an das Ostkasachische angebunden.

## Söhne und Töchter der Stadt
- Wiktor Subarew (1973–2004), Fußballspieler
- Pawel Schabalin (* 1988), Fußballspieler
- Danil Belezki (* 1997), Biathlet
- Imanbek (* 2000), Musikproduzent